# Oleksandro-Vovkove, Berezivka
Oleksandro-Vovkove (în ucraineană Олександро-Вовкове) este un sat în comuna Șîreaieve din raionul Berezivka, regiunea Odesa, Ucraina.

## Demografie
Componența lingvistică a localității Oleksandro-Vovkove
     Ucraineană (91,11%)
     Română (6,67%)
     Belarusă (2,22%)
Conform recensământului din 2001, majoritatea populației localității Oleksandro-Vovkove era vorbitoare de ucraineană (91,11%), existând în minoritate și vorbitori de română (6,67%) și belarusă (2,22%).